# ПАК ВТА
ПАК ВТА (перспективный авиационный комплекс военно-транспортной авиации), также известен под обозначением СТВТС (сверхтяжёлый военно-транспортный самолёт) — российский проект сверхтяжёлого транспортного самолёта, разрабатываемый КБ Ильюшина. Предназначен для замены самолётов типа Ан-22 «Антей» и Ан-124 «Руслан» в ВВС России. Проект разработки самолёта был включён в госпрограмму вооружения на 2018—2027 годы. Планируемое начало опытно-конструкторских работ (ОКР)  — 2021 год, сборка опытных образцов самолёта — 2025 год..
ПАК ВТА займёт пустующую пока в перспективном российском авиапроме нишу — сверхтяжёлых грузовых самолётов грузоподъёмностью более 350 тонн.

## Разработка
КБ Ильюшина в 2013 году объявило о разработке перспективного транспортного самолёта (ПТС) «Ермак». В апреле 2014 года были начаты исследования для определения вида бортового радиоэлектронного оборудования для семейства перспективных транспортных самолётов сверхтяжёлого класса. Как пояснил Сергей Сергеев, сегодня нужна «полная замена парка во всех классах транспортной авиации — лёгком, среднем, тяжёлого и тяжёлого дальнего». Для самолёта на основе двигателя ПД-14 будет разработан новый, более мощный двигатель ПД-35 с тягой 30 тонн. Предполагается, что технические характеристики будут отчасти наследоваться от Ил-106, наиболее близкого из проектов  КБ Ильюшина.
Согласно годовому отчёту ПАО «Ил» за 2018 год на предприятии велась предконтрактная работа на выполнение научно-исследовательской работы «Исследование путей создания перспективного авиационного комплекса военно-транспортной авиации (НИР ПАК ВТА)», а также был заключён государственный контракт на выполнение 3—5 этапов опытно-конструкторских работ (ОКР) по проекту. 
В 2018 году генеральный конструктор Николай Таликов сообщил, что КБ собирается создать новый военно-транспортный самолёт на основе проекта Ил-106, по которому велись разработки в 1990-2000 годы,  и запустить его в производство к 2025-2026 году.
В 2020 году Министерство обороны России определило тактико-технические требования к самолёту ; они учитывают характеристики перспективных разработок ЭМЗ им. Мясищева (проект «M-60» 2017 года) и ЦАГИ (проект «Слон»).

## Аналоги
- Ан-124, Ан-22, Ил-106
- C-17 Globemaster, C-5 Galaxy